# Jacques Cassini
Jacques Cassini (Párizs, 1677. február 18. – Thury-sous-Clermont, 1756. április 16.) francia csillagász, a híres olasz csillagász, Giovanni Domenico Cassini fia.

## Élete
A párizsi csillagászati obszervatóriumban született, ahol apja annak idején dolgozott. Még csak 17 éves volt, amikor a Francia Természettudományi Akadémia tagságáért folyamodott; 1696-ban a londoni Royal Society tagjává választották. Apja halálát követően, 1712-től követte őt az obszervatórium élén. Számos mérést végzett, illetve korábbi méréseket pontosított Franciaország egyes pontjainak meridiánjaival kapcsolatosan, számításaival pontosította a Föld sugarának hosszát is. Született publikációja a Szaturnusz gyűrűjével kapcsolatosan is. Thury-sous-Clermontban halt meg; az ő nevét viseli a 24102 Jacquescassini kisbolygó.

## Magánélete
Felesége Suzanne Françoise Charpentier de Charmois volt, második fiuk, César-François Cassini de Thury ugyancsak csillagász lett és követte őt a párizsi obszervatórium élén viselt posztján is; a források egy részében őt Cassini III névvel említik.

## Művei
- De la grandeur et de la figure de la terre, 1720 (A Föld méretéről és jellegzetességeiről)
- Méthode de déterminer si la terre est sphérique ou non, 1738 (Módszer annak meghatározására, hogy a Föld alakja vajon gömb-e vagy eltér attól)
- Éléments d'astronomie, 1740
- Traité de la Comète qui a paru en décembre 1743 & en janvier, février & mars 1744 (Az 1743 decemberében, 1744 januárjában, februárjában és márciusában felbukkant üstökösről)

## Külső hivatkozások
- John J. O'Connor és Edmund F. Robertson. Jacques Cassini a MacTutor archívumban. (angolul)
- Jacques Cassini a Mathematics Genealogy Project adatbázisában
- Paris Observatory digital libray

## Fordítás
- Ez a szócikk részben vagy egészben  a   Jacques Cassini című angol Wikipédia-szócikk fordításán alapul.  Az eredeti cikk szerkesztőit annak laptörténete sorolja fel. Ez a jelzés csupán a megfogalmazás eredetét és a szerzői jogokat jelzi, nem szolgál a cikkben szereplő információk forrásmegjelöléseként.